# Брадетт, Касандра
Касандра Брадетт (англ. Kasandra Bradette; род. 10 октября 1989 в Сен-Фелисьен, провинция Квебек, Канада ) — канадская шорт-трекистка; 4-кратная призёр чемпионатов мира, пятнадцатикратный призёр разных этапов Кубка мира по шорт-треку. Участница зимних Олимпийских игр 2018 года. Окончила Университет Квебека в Монреале по специальности — биохимия.

## Биография
Касандра Брадетт начала кататься на коньках в возрасте 11 лет. Её отец настаивал на том, чтобы Кассандра присоединилась к местной команде по хоккею с шайбой, однако изменил своё решение после просмотра выступления канадской шорт-трекистки Мари-Эв Дроле, выигравшей золото на чемпионате мира среди юниоров 2000 года в Секешфехерваре, Венгрия. После этого, в 2000 году Кассандра стала заниматься шорт-треком и профессионально тренировалась на базе клуба «Les Eclairs: Saint-Félicien».
Она также соревновалась в легкой атлетике, в беге на 100 и 200 метров и прыжках в длину. В национальной сборной за её подготовку отвечал известный канадский шорт-трекист, олимпийский чемпион и тренер — Фредерик Блэкберн. Она участвовала в Играх Квебека в 2003 и 2005 годах и чемпионатах провинции с 2001 по 2006 год. В 2007 году у нее начались проблемы со спондилолизом, состояние, которое влияет на позвонки в спине. Также в том же году она три недели страдала от травмы лодыжки.
Она пропустила три месяца тренировок в 2011 году из-за травмы лодыжки и в своем первом соревновании в том же году на Кубке мира в Нагое (2-4 декабря) она заняла 10-е место на 1000 м и 14-е на 500 м. Она также заняла седьмое место в эстафете. Брадетт вышла в свой первый финал А, заняв четвертое место в беге на 500 м на этапе в Шанхае (9-11 декабря). На Открытом чемпионате Канады в Сагенее, в январе 2012 года она заняла седьмое место в общем зачете. На своём первом чемпионате мира в Москве в 2015 году в индивидуальном зачёте заняла 13 место.
Лучший, на данный момент, её персональный показатель на соревновании международного уровня Брадетт продемонстрировала во время чемпионате мира по шорт-треку 2016 года, что проходил в южнокорейском городе — Сеул. 11 марта на стадионе Мокдон во время забега на 1000 метров среди женщини Брадетт финишировала третей с результатом 1:32.607 (+1.142), уступив более высокие позиции соперницам из Великобритании (Элиза Кристи, 1:31.980 (+0.515) — 2-е место) и Южной Кореи (Чхве Мин Джон, 1:31.465 — 1-е место). Вторая медаль на этих соревнованиях была добыта в эстафете среди женщин. 13 марта на стадионе Мокдон канадская команда финишировала второй с результатом 4:16.618 (+1.387), уступив первенство соперницам из Южной Кореи (4:15.231 — 1-е место), обогнав при этом шорт-трекисток из России (4:16.227 (+0.996) — 3-е место).
На зимних Олимпийских играх 2018 года Касандра Брадетт была заявлена для участия в эстафете. 20 февраля в ледовом зале «Кёнпхо» с результатом 2:59.72 канадская команда финишировала второй в финале В, проиграв борьбу за бронзовые медали соперницам из США (2:59.27 — 3-е место). Такой результат был обусловлен следующим обстоятельством. На 27-м круге спортсменка из Китая, пытаясь занять более выгодную для рывка позицию, не удержалась на ногах и сбила соперницу из Канады, а канадка в свою очередь сбила итальянку, но на ногах удержалась и побежала к финишу вслед за лидером забега кореянкой, которой удалось избежать столкновения. Судьи после просмотра видеоповтора забега приняли решение дисквалифицировать как команду из Канады, так и команду из Китая, серебро отдать итальянкам, а бронзу — победительницам финала В голландкам. Это решение вызвало волну негодования со стороны канадских спортсменок, поскольку команда Южной Кореи (виновники падения по мнению канадок) в итоге стали чемпионами забега.
После Олимпиады в марте на чемпионате мира в Монреале Кассандра в составе Ким Бутен, Валери Мальте, Джейми Макдональд и Марианны Сен-Желе выиграла бронзовую медаль в эстафете. Ещё через год на чемпионате мира в Софии Брадетт взяла очередную бронзу в эстафете. В мае 2019 года Кассандра вместе со своим партнёром Самюэлем Жираром объявили о завершении карьеры.

## Личная жизнь
Замужем за известным канадским шорт-трекистом, олимпийским чемпионом — Самюэлем Жираром. Она любит готовить, читать, биологию и природу, а также изучает биохимию в UQAM. 8 апреля 2021 года у них родился сын, которого назвали Ромен.